# Salts als Jocs Olímpics d'estiu de 1912 - Palanca de 10 metres masculina

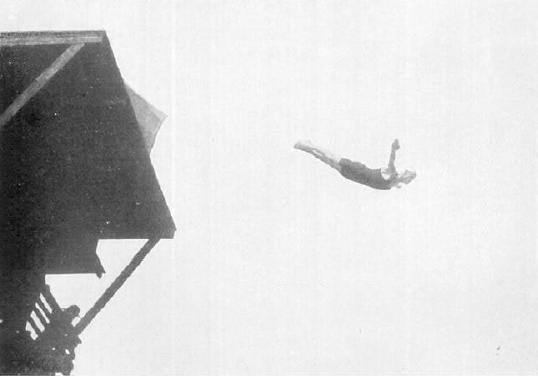
Imatge d'Erik Adlerz, guanyador de la medalla d'or.

El salt de palanca de 10 metres masculí fou una de les quatre proves de salts que es disputà dins el programa dels Jocs Olímpics d'Estocolm del 1912. La prova es va disputar entre el divendres 12 i el dilluns 15 de juliol de 1912. Hi van prendre part vint-i-tres saltadors procedents de set nacions diferents.

## Medallistes
| Or                | Plata               | Bronze                |
| Erik Adlerz (SWE) | Albert Zürner (GER) | Gustaf Blomgren (SWE) |

## Resultats
La competició es va celebrar en dues palanques, una de 10 metres i una de 5 metres. Els saltadors havien de realitzar un salt aturat i un salt en carrera des de la palanca de 10 metres; un salt en carrera i un salt mortal cap enrere des de la palanca de 5 metres; i tres salts lliures des de la palanca de 10 metres. Cinc jutges puntuaven cada saltador, donant dos resultats. Un en què es puntuava de millor a pitjor cada saltador, donant una posició ordinal per a cada saltador. Aquestes cinc puntuacions eren sumades per donar la puntuació ordinal total. Alhora els jutges també donaven una puntuació més semblant al sistema actual de puntuació.

### Primera ronda
Els dos saltadors que obtenien una millor puntuació en cada grup de la primera ronda, més els dos millors no classificats de tots els grups passaven a la final.
Grup 1
| Pos. | Saltador                | PO | MPT   |
| ---- | ----------------------- | -- | ----- |
| 1    | Hjalmar Johansson (SWE) | 9  | 68.06 |
| 2    | Albert Zürner (GER)     | 14 | 65.04 |
| 3    | Hans Luber (GER)        | 23 | 61.66 |
| 4    | Gösta Sjöberg (SWE)     | 24 | 62.08 |
| 5    | Ernst Brandsten (SWE)   | 24 | 61.42 |
| 6    | George Gaidzik (USA)    | 25 | 62.56 |
| 7    | John Jansson (SWE)      | 27 | 59.75 |
| 8    | Kurt Behrens (GER)      | 33 | 58.35 |
| 9    | Leo Suni (FIN)          | 45 | 48.93 |

Grup 2
| Pos. | Saltador               | PO | MPT   |
| ---- | ---------------------- | -- | ----- |
| 1    | Erik Adlerz (SWE)      | 6  | 74.76 |
| 2    | Gustaf Blomgren (SWE)  | 9  | 68.50 |
| 3    | Harald Arbin (SWE)     | 15 | 62.75 |
| 4    | Ernst Eklund (SWE)     | 20 | 59.94 |
| 5    | Sigvard Andersen (NOR) | 25 | 56.40 |
| 6    | Oskar Wetzell (FIN)    | 32 | 50.46 |
| 7    | Kalle Kainuvaara (FIN) | 33 | 48.10 |
| -    | Arthur McAleenan (USA) | -  | DNF   |

Grup 3
| Pos. | Saltador               | PO | MPT   |
| ---- | ---------------------- | -- | ----- |
| 1    | Alvin Carlsson (SWE)   | 7  | 66.98 |
| 2    | George Yvon (GBR)      | 9  | 65.70 |
| 3    | Toivo Aro (FIN)        | 16 | 62.75 |
| 4    | Robert Andersson (SWE) | 18 | 60.39 |
| 5    | Jens Stefenson (SWE)   | 25 | 41.54 |
| -    | John P. Lyons (CAN)    | -  | DNF   |

### Final
| Pos. | Saltador          | Nació      | Puntuació per jutge | Puntuació per jutge | Puntuació per jutge | Puntuació per jutge | Puntuació per jutge | Puntuació per jutge | Puntuació per jutge | Puntuació per jutge | Puntuació per jutge | Puntuació per jutge | Total | Total |
| Pos. | Saltador          | Nació      | Jutge 1             | Jutge 1             | Jutge 2             | Jutge 2             | Jutge 3             | Jutge 3             | Jutge 4             | Jutge 4             | Jutge 5             | Jutge 5             | Total | Total |
| Pos. | Saltador          | Nació      | PO                  | PT                  | PO                  | PT                  | PO                  | PT                  | PO                  | PT                  | PO                  | PT                  | PO    | MPT   |
| ---- | ----------------- | ---------- | ------------------- | ------------------- | ------------------- | ------------------- | ------------------- | ------------------- | ------------------- | ------------------- | ------------------- | ------------------- | ----- | ----- |
| 1    | Erik Adlerz       | Suècia     | 2                   | 70,30               | 1                   | 77,60               | 2                   | 69,10               | 1                   | 79,20               | 1                   | 73,50               | 7     | 73,94 |
| 2    | Albert Zürner     | Alemanya   | 1                   | 71,40               | 4                   | 67,60               | 1                   | 74,40               | 2                   | 78,70               | 2                   | 70,90               | 10    | 72,60 |
| 3    | Gustaf Blomgren   | Suècia     | 3                   | 68,70               | 3                   | 69,95               | 3                   | 67,90               | 4                   | 73,35               | 3                   | 67,90               | 16    | 69,56 |
| 4    | Hjalmar Johansson | Suècia     | 5                   | 67,20               | 2                   | 71,00               | 5                   | 64,90               | 5                   | 73,30               | 5                   | 62,60               | 22    | 67,80 |
| 5    | George Yvon       | Regne Unit | 4                   | 67,80               | 7                   | 60,30               | 4                   | 66,80               | 3                   | 76,30               | 4                   | 67,10               | 22    | 67,66 |
| 6    | Harald Arbin      | Suècia     | 6                   | 61,80               | 5                   | 64,85               | 6                   | 59,70               | 7                   | 66,35               | 7                   | 60,40               | 31    | 62,62 |
| 7    | Alvin Carlsson    | Suècia     | 7                   | 60,50               | 6                   | 63,80               | 7                   | 57,80               | 6                   | 67,20               | 6                   | 62,00               | 32    | 63,16 |
| 8    | Toivo Aro         | Finlàndia  | 8                   | 59,60               | 8                   | 53,25               | 8                   | 56,20               | 8                   | 61,00               | 8                   | 55,20               | 40    | 57,05 |